# Concursul Eurovision pentru tineri dansatori 1993
A cincea ediție a Concursului Eurovision pentru tineri dansatori s-a desfășurat în Stocholm, Suedia. Au existat o semifinală, care s-a desfășurat pe 13 iunie 1993, și finala 15 iunie 1993. Semifinala a avut ca scop reducerea numărului concureților din finală. Ca și în ediția din anul precedent, din semifinală s-au calificat doar 8 țări.
Fiecare țară participantă la concurs poate să trimită un cuplu, sau un dansator solo care să facă unul sau două dansuri.Nu s-au impus nici un fel de genuri de dans la ediția din 1993. Premiile au fost acordate de către Prințesa Cristina, sora mai mică a regelui Suediei Carl XVI Gustaf.
Un număr de 15 concureți au  participat la ediția din 1993. Estonia, Grecia, Polonia și Slovenia au participat pentru prima oară, Austria a revenit în concurs iar Bulgaria, Țările de Jos, Italia, Portugalia și Iugoslavia, care sa destrămat în 1992, nu au participat.

## Juriul
La ediția din 1993 masa juriului a fost formată anul acesta din 13 jurați de naționalități diferite. Joma Uotinen a făcut parte și în această ediție din juriu, după ce a fost șeful la ediția din 1991. Un alt jurat a fost Paolo Bortoluzzi. Acesta a jurizat și la edițiile din 1987 și 1989 și a murit la patru luni după ediția din 1993. La masa juriului s-a aflat și românul Gigi Gheorghe Căciuleanu.
| Naționalitate     | Numele                   |
| ----------------- | ------------------------ |
| Suedia            | Nils-Åke Häggbom         |
| Suedia            | Birgit Cullberg          |
| Danemarca         | Frank Andersen           |
| România · Franța  | Gigi Gheorghe Căciuleanu |
| Italia · Germania | Paolo Bortoluzzi         |
| Germania          | Peter Van Dyk            |
| Spania            | María de Ávila           |
| Elveția           | Heinz Spoerli            |
| Germania          | Micha Van Hoecke         |
| Franța            | Pierre Lacotte           |
| Suedia            | Elsa-Marianne Von Rosen  |
| Italia            | Elisabetta Terabust      |
| Finlanda          | Jorma Uotinen            |

## Țări participante și Clasamentul final
Un număr de 15 concureți au participat la ediția din 1993. Estonia, Grecia, Polonia și Slovenia au participat pentru prima oară, Austria a revenit în concurs iar Bulgaria, Țările de Jos, Italia, Portugalia și Iugoslavia, care sa destrămat în 1992, nu au participat.
A avut loc pe 13 iunie o semifinală, în urma căreia 8 țări s-au calificat în finală.
| Rezultat | Țara     | Nume                               |
| -------- | -------- | ---------------------------------- |
| -        | Belgia   | Rafaella Raschella                 |
| -        | Cipru    | Lia Haraki                         |
| -        | Denmarca | Julie Strandberg & Mads Blangstrup |
| -        | Estonia  | Stanislav Jermakov & Luana Georg   |
|          | Finlanda | Riina Laurila                      |
|          | Franța   | Raphaëlle Delaunay-Belleville      |
| -        | Grecia   | Theodora Bourbou                   |
| -        | Norvegia | Kristine Oren                      |
|          | Polonia  | Anna Sasiadek & Jacek Bres         |
|          | Elveția  | Kusha Angst                        |
| -        | Slovenia | Ursa Vidmar                        |
|          | Spania   | Zenaida Yanowsky                   |
|          | Suedia   | Ludde Hagberg                      |
|          | Germania | Jens Weber & Franziska Koch        |
|          | Austria  | Gregor Hatala                      |

### Finala
| Poziția | Țara     | Reprezentantul                |
| ------- | -------- | ----------------------------- |
| 1       | Spania   | Zenaida Yanowsky              |
| 2       | Elveția  | Kusha Angst                   |
| 3       | Austria  | Gregor Hatala                 |
| 3       | Franța   | Raphaëlle Delaunay-Belleville |
| -       | Finlanda | Riina Laurila                 |
| -       | Germania | Jens Weber & Franziska Koch   |
| -       | Polonia  | Anna Sasiadek & Jacek Bres    |
| -       | Spania   | Zenaida Yanowsky              |

## Predecesor și Succesor
| Predecesor: Helsinki 1991 | Concursul Eurovision pentru tineri dansatori Stockholm 1993 | Succesor: Lausanne 1995 |